# Herrarnas puckelpist i freestyle vid olympiska vinterspelen 1994
Herrarnas puckelpist i freestyle vid olympiska vinterspelen 1994 vid de olympiska vinterspelen 1994 avgjordes den 15-16 februari.

## Medaljörer
| Spel       | Guld                    | Silver                  | Brons                 |
| Puckelpist | Jean-Luc Brassard (CAN) | Sergej Sjupletsov (RUS) | Edgar Grospiron (FRA) |

## Resultat

### Kval
| Placering | Namn               | Land           | Poäng | Noteringar |
| --------- | ------------------ | -------------- | ----- | ---------- |
| 1         | Jean-Luc Brassard  | Kanada         | 26,78 | Q          |
| 2         | Edgar Grospiron    | Frankrike      | 26,65 | Q          |
| 3         | Sergey Shupletsov  | Ryssland       | 26,64 | Q          |
| 4         | Olivier Cotte      | Frankrike      | 26,36 | Q          |
| 5         | Olivier Allamand   | Frankrike      | 25,89 | Q          |
| 6         | John Smart         | Kanada         | 25,47 | Q          |
| 7         | Adrian Costa       | Australien     | 25,46 | Q          |
| 8         | Hans Engelsen Eide | Norge          | 25,06 | Q          |
| 9         | Jörgen Pääjärvi    | Sverige        | 24,9  | Q          |
| 10        | Anders Jonell      | Sverige        | 24,75 | Q          |
| 11        | Fredrik Thulin     | Sverige        | 24,67 | Q          |
| 12        | Janne Lahtela      | Finland        | 24,6  | Q          |
| 13        | Troy Benson        | USA            | 24,42 | Q          |
| 14        | Leif Persson       | Sverige        | 24,4  | Q          |
| 15        | Nick Cleaver       | Australien     | 24,34 | Q          |
| 16        | Sean Smith         | USA            | 24,31 | Q          |
| 17        | Jürg Biner         | Schweiz        | 24,3  |            |
| 18        | Craig Rodman       | USA            | 23,98 |            |
| 19        | Trace Worthington  | USA            | 23,79 |            |
| 20        | Juha Holopainen    | Finland        | 23,39 |            |
| 21        | Aleksey Bannikov   | Kazakstan      | 22,98 |            |
| 22        | Simone Mottini     | Italien        | 22,87 |            |
| 23        | Klaus Weese        | Tyskland       | 22,67 |            |
| 24        | José Rojas         | Spanien        | 22,49 |            |
| 25        | Hugh Hutchison     | Storbritannien | 22,27 |            |
| 26        | Paul Costa         | Australien     | 22,2  |            |
| 27        | Gota Miura         | Japan          | 20,15 |            |
| 28        | Aleksandr Penigin  | Belarus        | 19,41 |            |
| 29        | Walter Osta        | Italien        | 14,13 |            |

### Final
| Placering | Namn               | Land       | Poäng | Noteringar |
| --------- | ------------------ | ---------- | ----- | ---------- |
| 1         | Jean-Luc Brassard  | Kanada     | 27,24 |            |
| 2         | Sergey Shupletsov  | Ryssland   | 26,90 |            |
| 3         | Edgar Grospiron    | Frankrike  | 26,64 |            |
| 4         | Olivier Cotte      | Frankrike  | 25,79 |            |
| 5         | Jörgen Pääjärvi    | Sverige    | 25,51 |            |
| 6         | Olivier Allamand   | Frankrike  | 25,28 |            |
| 7         | John Smart         | Kanada     | 24,96 |            |
| 8         | Troy Benson        | USA        | 24,86 |            |
| 9         | Janne Lahtela      | Finland    | 24,78 |            |
| 10        | Anders Jonell      | Sverige    | 24,50 |            |
| 10        | Fredrik Thulin     | Sverige    | 24,50 |            |
| 12        | Leif Persson       | Sverige    | 24,05 |            |
| 13        | Sean Smith         | USA        | 23,43 |            |
| 14        | Adrian Costa       | Australien | 23,38 |            |
| 15        | Hans Engelsen Eide | Norge      | 23,32 |            |
| 16        | Nick Cleaver       | Australien | 23,02 |            |